# Котора болівійський
Котора болівійський (Pyrrhura devillei) — вид папугоподібних птахів родини папугових (Psittacidae). Мешкає в Південній Америці. Вид названий на честь французького натураліста Еміля Девіля. Раніше вважався конспецифічним з рудочеревим которою.

## Опис
Довжина птаха становить 25-28 см. Забарвлення переважно зелене, живіт червонуватий, скроні коричневі, на шиї сіруватий "комірець". На плечах яскраво-червоні плями, другоряні нижні покривні пера крил жовті, третьорядні нижні покривні пера крил червоні.

## Поширення і екологія
Болівійські котори мешкають на південному заході Бразилії (Мату-Гросу-ду-Сул), на півночі Парагваю (північно-західний Консепсьйон, південно-східний Альто-Парагвай) і, можливо, на південному сході Болівії. Вони живуть в сухих тропічних лісах і галерейних лісах Пантаналу, в прилеглих чагарникових заростях і саванах. Живляться плодами, насінням, горіхами, нектаром і квітками. 

## Збереження
МСОП класифікує стан збереження цього виду як близький до загрозливого. Болівійським которам загрожує знищення природного середовища.